# Cross (2011)
Cross is een Amerikaanse fantasiefilm uit 2011.

## Verhaal
Een maffiabaas in Los Angeles houdt de stad stevig in zijn greep door middel van een bijzondere gave. Hij kan zichzelf in welk dier dan ook transformeren. Maar dan verschijnt Callan in Los Angeles, die bovennatuurlijke krachten ontvangt van een oud Keltisch kruis. Samen met een groep wapenexperts neemt hij het op tegen de maffiabaas.